# Établi

## Le meuble d'artisan

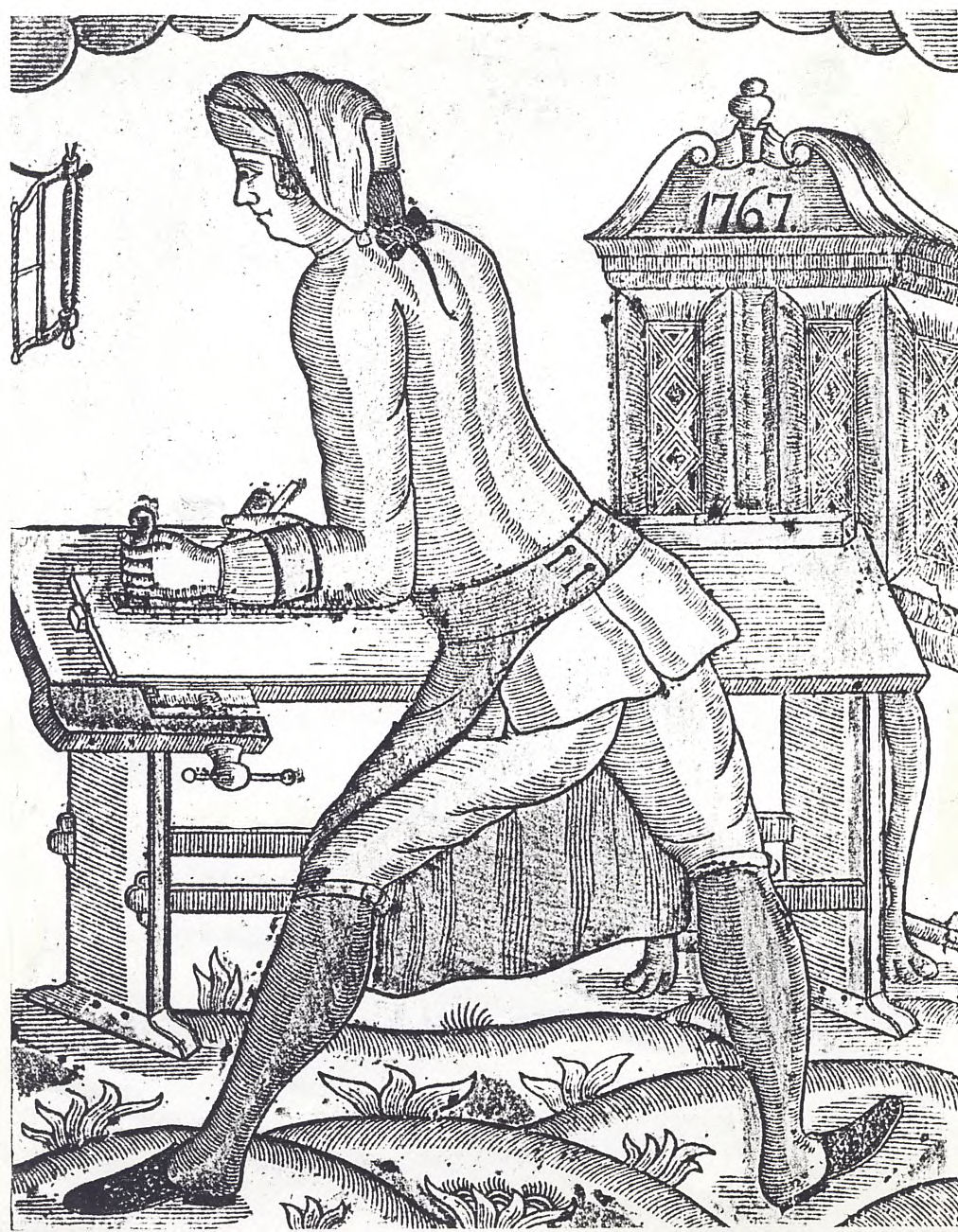
Établi (gravure du XVIIIe siècle).

L'établi est un meuble massif ou solidement arrimé sur lequel des artisans posent ou fixent leurs matériaux afin de les travailler dans les meilleures conditions. Il est indispensable au menuisier, à l'ébéniste, etc. L'établi est généralement muni d'un étau et d'un dispositif permettant d'avoir les principaux outils à portée de main.

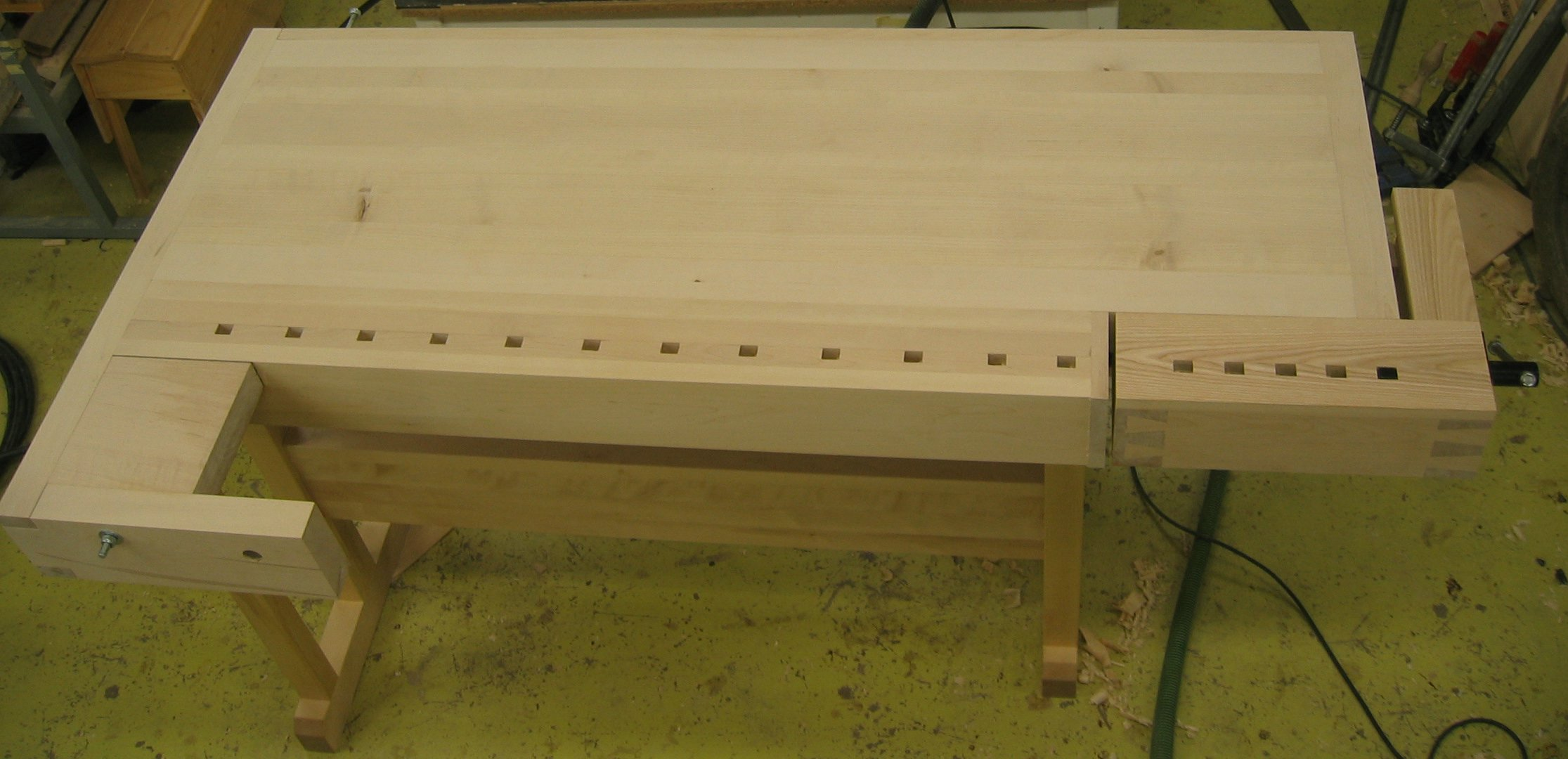
Établi de menuisier avec une presse latérale et une rangée de trou pour valet ou butée d'établi.

## Le militant politique

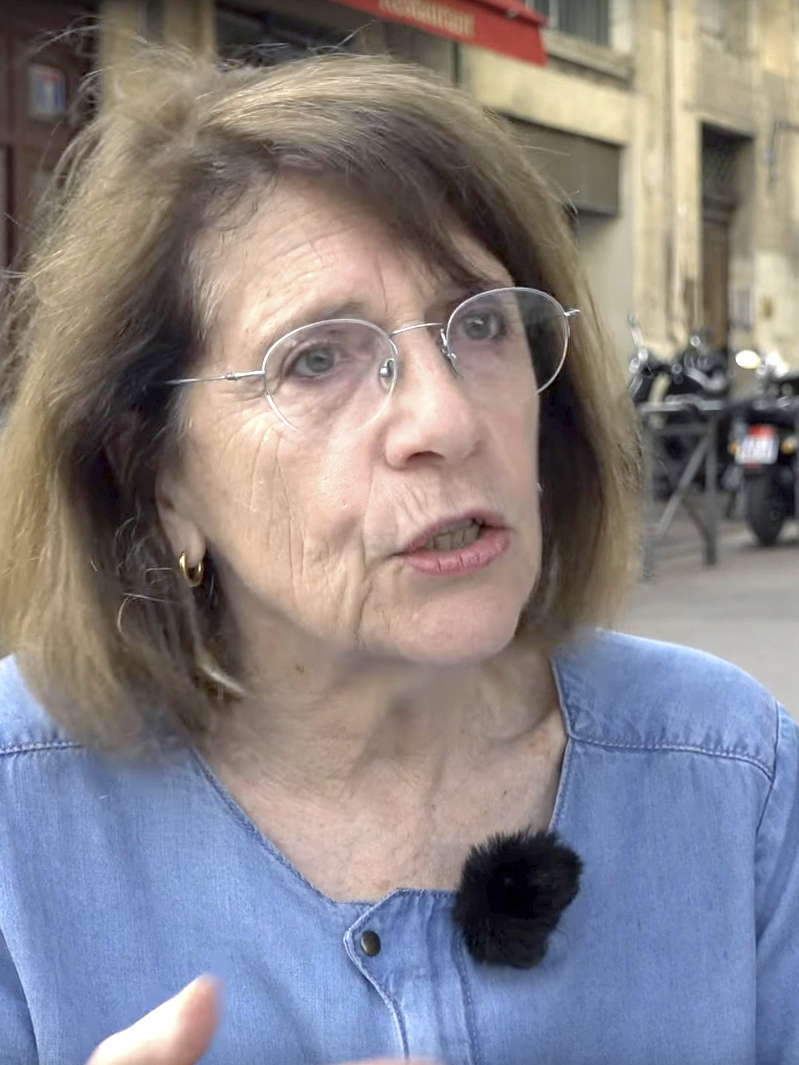
Leslie Kaplan (2018).

Un « établi » est aussi un militant politique, notamment maoïste mais également de Lutte ouvrière, établi dans une usine au cours des années 1960-1970 jusqu'aux années 1990, dans certains cas pour y partager la condition de vie ouvrière et y diffuser les idées de son mouvement. 
Robert Linhart raconte son expérience de l'établissement dans son livre L'Établi, publié en 1978 aux éditions de Minuit. De même, l'écrivaine française Leslie Kaplan, elle aussi « établie » en usine à l'hiver 1968, en témoigne dans son livre L'Excès-l'usine publié aux éditions P.O.L en 1982. 